# Фащенко Леонід Григорович
Леонід Григорович Фащенко (17 серпня 1937, Запоріжжя — 30 січня 2010, Запоріжжя) — український живописець; член Спілки радянських художників України з 1963 року.

## Біографія
Народився 17 серпня 1937 року в місті Запоріжжі (нині Україна). Протягом 1952—1957 років навчався у Дніпропетровському художньому училищі, після закінчення якого проходив строкову службу в Радянській армії.
Мешкав у Запоріжжі в будинку у селищі Земельно-Скельному, № 49, та у будинку на вулиці Звенигородській, № 2, квартира № 155. Помер у Запоріжжі 30 січня 2010 року.

## Творчість
Працював у галузі станкового живопису, переважно у жанрі пейзажу. Серед робіт:
- «Дніпровський кар'єр» (1963);
- «Сутінки над Дніпром» (1963);
- «Між ярами над ставами верби зеленіють...» (1964);
- «Земля» (1966);
- «Весна» (1969);
- «Верби зеленіють» (1979);
- «Старий Дніпро» (1980);
- «Острів Байда» (1985);
- «Славутич» (1987);
- «Острів Хортиця» (1989).

Брав участь у республіканських виставках з 1963 року.
Роботи художника зберігаються в Запорізькому художньому музеї, у численних приватних зібраннях в Україні та за кордоном.